# Kappa Columbae
Kappa Columbae (84 Columbae) é uma estrela na direção da constelação de Columba. Possui uma ascensão reta de 06h 16m 33.14s e uma declinação de −35° 08′ 26.6″. Sua magnitude aparente é igual a 4.37. Considerando sua distância de 183 anos-luz em relação à Terra, sua magnitude absoluta é igual a 0.63. Pertence à classe espectral G8II.